# Gadomus capensis
Gadomus capensis är en fiskart som först beskrevs av John Dow Fisher Gilchrist och Von Bonde 1924.  Gadomus capensis ingår i släktet Gadomus och familjen skolästfiskar. Inga underarter finns listade i Catalogue of Life.